# Técnica de la Historieta
Técnica de la historieta, cuyo subtítulo es tratado de dibujo profesional especializado, es un histórico ensayo publicado en 1966 para el aprendizaje del dibujo profesional de historietas, uno de los primeros de su clase en el ámbito hispanohablante, junto a Cómo dibujar historietas. La idea y los textos corresponden en su mayoría a Enrique Lipszyc, aunque cuenta con prólogos a cada capítulo por parte de Enrique J. Vieytes y dos textos de Oscar Masotta: Una introducción general titulada "Reflexiones sobre la historieta" y un apéndice dedicado a la "Evolución de la Historieta Americana".
El libro, editado por la Escuela Panamericana de Arte de Buenos Aires y bajo la supervisión de David Lipszyc y Enrique J. Vieytes, se corresponde con los cursos impartidos por esta institución, y cuenta con colaboraciones de Joaquín Albistur, Narciso Bayón, Alberto Breccia, Arturo del Castillo, Carlos Freixas, Carlos Garaycochea, Daniel Haupt, Joao Mottini, Hugo Pratt, Quino, José Luis Salinas y Enrique J. Vieytes, así como ilustraciones de autores clásicos estadounidenses cedidas por sus agencias.

## Estructura
La obra se divide en varios capítulos
- "Línea y tono", sobre los materiales.

- Datos: Q6154479